# Gerda Steinhoff
Gerda Steinhoff (Gdansk, 29 de janeiro de 1922 – Gdansk, 4 de julho de 1946) foi uma supervisora nazista da SS em campos de concentração nos anos seguintes a 1939, após a invasão da Polônia pelos alemães.

## Carreira na SS
Na juventude Steinhoff trabalhou como faxineira em uma fazenda em Tygenhagen próximo a Danzig. De 1939 em diante ela trabalhou como cozinheira em Danzig e mais tarde tornou-se condutora de bonde. Ela se casou em 1944 e teve um filho. Naquele mesmo ano, em função da convocação nazista para novos guardas, ela se juntou à equipe no campo em Stutthof. Em 1 de outubro de 1944, ela tornou-se uma Blockleiterin no campo de concentração feminino de Stutthof, SK-III. Ali, ela selecionava prisioneiros para serem enviados às câmaras de gás. Em 31 de outubro de 1944 ela foi promovida SS-Oberaufseherin e recebeu o comando do subcampo de Danzig-Holm. Em 1 de dezembro daquele ano ela foi realocada para o subcampo feminino de Bromberg-Ost, também ligado a Stutthof, situado em Bydgoszcz, a aproximadamente 170 km ao sul de Danzig. Ali, em 25 de janeiro de 1945 ela foi condecorada por sua lealdade e seus préstimos ao Terceiro Reich. Ela era dedicada ao seu serviço de tal modo que ficou conhecida por ser uma supervisora extremamente cruel. Logo antes do fim da Segunda Guerra Mundial, ela fugiu do campo e retornou para casa.

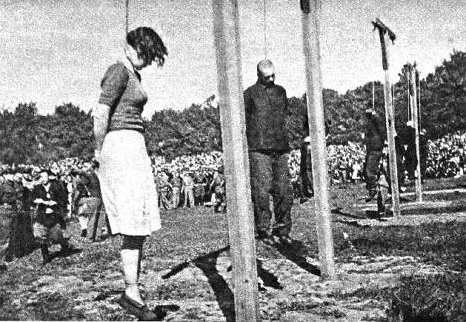
Execuções em Biskupia Górka 13 - Steinhoff, Pauls, 3 kapos (esq.-dir.)

Em 25 de maio de 1945, ela foi detida por oficiais poloneses e mandada à prisão. Submetida a julgamento com outras mulheres das SS e kapos, foi considerada culpada e  condenada à morte por seu envolvimento nas seleções de prisioneiros e pelo que foi considerado abuso sádico dos prisioneiros. Ela foi enforcada em público em 4 de julho de 1946 em Biskupia Gorka, próximo a Gdańsk.